# فرودگاه کانکان
فرودگاه کانکان (به انگلیسی: Kankan Airport) یک فرودگاه با کد یاتا KNN است . این فرودگاه در کشور گینه قرار دارد .